# Kategoria e Parë 1937
Die Kategoria e Parë 1937 (sinngemäß: Erste Liga) war die siebte Austragung der albanischen Fußballmeisterschaft und wurde vom nationalen Fußballverband Federata Shqiptare e Futbollit ausgerichtet. Die Saison begann am 25. April und endete am 18. Dezember 1937. Es war die letzte Saison vor einer siebenjährigen Unterbrechung des Spielbetriebs wegen des Zweiten Weltkriegs.

## Saisonverlauf
Die Liga wurde auf zehn Mannschaften aufgestockt und umfasste damit mehr Teams als in den bisherigen Spielzeiten. Auch die Länge der Saison bis in den Dezember hinein war so groß wie bis dahin noch nie seit der Gründung der Liga 1930.
In der Saison 1936 hatte es keine Absteiger gegeben, für die neue Spielzeit 1937 kamen mit dem FK Tomori Berat, der bereits 1931 in der Liga gespielt hatte, und Bardhyli Lezha, das sein erstes Jahr in der Kategoria e Parë absolvierte, zwei Vereine hinzu.
Es wurde festgelegt, dass 1937 erstmals seit 1932 wieder ein sportlicher Absteiger in die damals noch zweitklassige Kategoria e dytë ermittelt werden sollte. Alle Teams traten je zweimal gegeneinander an.
Insgesamt fielen 311 Tore, was einem Schnitt von 3,4 Treffern pro Partie entspricht. Bester Torschütze mit 25 Treffern war Riza Lushta vom SK Tirana, der damit als erster Spieler mehr als einmal Torschützenkönig der Liga wurde.
Der SK Tirana bestimmte auch in der letzten Spielzeit vor dem Krieg das Geschehen und holte den sechsten Meistertitel mit sechs Punkten Vorsprung auf Vizemeister Vllaznia Shkodra. Mit dem Vorsprung von sechs Punkten, 74 erzielten und nur acht zugelassenen Toren erreichte der Hauptstadtklub, der zudem in der zweiten Saison in Folge ungeschlagen blieb, die bis dahin beste Ausbeute eines Vereins in der Kategoria e Parë. Die ersten vier Plätze in der Tabelle belegten mit Tirana, Shkodra, KS Besa Kavaja und Skënderbeu Korça dieselben Klubs wie im Jahr davor. Auf Rang 5 fand sich 1937 Bashkimi Elbasan wieder, in der Vorsaison noch Vorletzter. Neuling Bardhyli Lezha erreichte in seinem ersten Erstliga-Spieljahr einen achtbaren sechsten Platz vor Dragoj Pogradec und Teuta Durrës. Die beiden punktgleichen Letztplatzierten Ismail Qemali Vlora und FK Tomori Berat bestritten nach Abschluss der regulären Spielzeit ein Relegationsspiel um den Klassenerhalt.

## Vereine
| Verein                 | Logo                      | Stadt    |
| ---------------------- | ------------------------- | -------- |
| KS Teuta Durrës        | Logo Teuta Durrës         | Durrës   |
| Bashkimi Elbasan       | Logo KS Elbasani          | Elbasan  |
| KS Besa Kavaja         | Logo KS Besa Kavajë       | Kavaja   |
| KS Skënderbeu Korça    | Logo Skënderbeu           | Korça    |
| KS Vllaznia Shkodra    | Logo FK Vllaznia Shkoder  | Shkodra  |
| KS Ismail Qemali Vlora | Logo Flamurtari Vlora     | Vlora    |
| SK Tirana              | Logo SK Tirana            | Tirana   |
| Dragoj Pogradec        |                           | Pogradec |
| FK Tomori Berat        | Vereinslogo von FK Tomori | Berat    |
| Bardhyli Lezha         | Logo KS Besëlidhja Lezha  | Lezha    |

## Abschlusstabelle
| Pl. | Verein                 | Sp. | S  | U | N  | Tore    | Quote | Punkte |
| --- | ---------------------- | --- | -- | - | -- | ------- | ----- | ------ |
| 1.  | SK Tirana (M)          | 18  | 17 | 1 | 0  | 074:800 | 9,25  | 35:10  |
| 2.  | KS Vllaznia Shkodra    | 18  | 14 | 1 | 3  | 055:150 | 3,67  | 29:70  |
| 3.  | KS Besa Kavaje         | 18  | 10 | 2 | 6  | 049:200 | 2,45  | 22:14  |
| 4.  | KS Skënderbeu Korça    | 18  | 8  | 2 | 8  | 022:310 | 0,71  | 18:18  |
| 5.  | Bashkimi Elbasan       | 18  | 7  | 3 | 8  | 028:280 | 1,00  | 17:19  |
| 6.  | Bardhyli Lezha (N)     | 18  | 6  | 3 | 9  | 022:420 | 0,52  | 15:21  |
| 7.  | Dragoj Pogradec        | 18  | 4  | 5 | 9  | 018:360 | 0,50  | 13:23  |
| 8.  | KS Teuta Durrës        | 18  | 4  | 3 | 11 | 013:350 | 0,37  | 11:25  |
| 9.  | KS Ismail Qemali Vlora | 18  | 3  | 4 | 11 | 010:430 | 0,23  | 10:26  |
| 10. | FK Tomori Berat (N)    | 18  | 3  | 4 | 11 | 017:500 | 0,34  | 10:26  |

| (M) | amtierender albanischer Meister |
| (N) | Neuaufsteiger                   |

## Kreuztabelle
| 1937                   | Bardhyli Lezha | Bashkimi Elbasan | KS Besa Kavaje | Dragoj Pogradec | KS Ismail Qemali Vlora | KS Skënderbeu Korça | SK Tirana | KS Teuta Durrës | FK Tomori Berat | KS Vllaznia Shkodra |
| Bardhyli Lezha         |                | 2:0              | 3:1            | 1:2             | 1:1                    | 3:4                 | 2:2       | 1:0             | 2:0             | 1:2                 |
| Bashkimi Elbasan       | 0:0            |                  | 2:0            | 0:0             | 2:0                    | 3:0                 | 0:2       | 0:0             | 4:1             | 1:3                 |
| KS Besa Kavaje         | 5:0            | 5:3              |                | 3:0             | 9:1                    | 3:0                 | 1:2       | 3:0             | 8:0             | 2:0                 |
| Dragoj Pogradec        | 1:2            | 2:1              | 1:1            |                 | 1:1                    | 1:2                 | 1:4       | 4:1             | 2:0             | 0:2                 |
| KS Ismail Qemali Vlora | 2:0            | 0:4              | 0:2            | 1:0             |                        | 0:0                 | 0:2       | 1:2             | 2:1             | 0:0                 |
| KS Skënderbeu Korça    | 2:1            | 0:2              | 2:1            | 1:1             | 5:0                    |                     | 1:5       | 1:0             | 0:2             | 1:3                 |
| SK Tirana              | 11:0           | 4:1              | 2:0            | 8:0             | 4:0                    | 2:0                 |           | 8:0             | 5:1             | 4:1                 |
| KS Teuta Durrës        | 2:1            | 1:2              | 0:3            | 1:0             | 2:1                    | 0:1                 | 0:2       |                 | 1:1             | 2:4                 |
| FK Tomori Berat        | 0:2            | 4:2              | 1:1            | 2:2             | 2:0                    | 1:2                 | 0:5       | 1:1             |                 | 0:4                 |
| KS Vllaznia Shkodra    | 7:0            | 4:1              | 3:1            | 5:0             | 6:0                    | 3:0                 | 0:2       | 1:0             | 7:0             |                     |

## Relegationsspiel
In einem Relegationsspiel nach Abschluss der regulären Saison besiegte Vlora im Duell der beiden punktgleichen Tabellenletzten Tomori Berat mit 2:1 Toren auf neutralem Boden in Kavaja und sicherte sich damit den Klassenerhalt.
|                        | Ergebnis |                 | Ort    |
| ---------------------- | -------- | --------------- | ------ |
| KS Ismail Qemali Vlora | 2:1      | FK Tomori Berat | Kavaja |

## Die Mannschaft des Meisters SK Tirana
| 1.             | SK Tirana |
| Logo SK Tirana | Rudolf Gurashi, Qamil Zebishti, Prokop Skuka, Foto Janku, Sllave Llambi, Adem Karapici, Mico Plluska, Ludovik Jakova, Hasan Balla, Hot Mirdita, Riza Lushta, Mark Gurashi, Emil Hajnali, Ramiz Kashariqi, Maliq Petrela, Zyber Lisi, Myslym Alla – Trainer: Selman Stërmasi. |